# Mohamed Nabil Bellat
Pour les articles homonymes, voir Bellat.
Mohamed Nabil Bellat (né le 29 janvier 1982 à Hussein Dey) est un footballeur algérien. Il évolue actuellement à la Jeunesse sportive de Kabylie, pour lequel il porte le maillot n° 14.
Il évolue au poste de milieu de terrain offensif à la Jeunesse sportive de Kabylie. Il est formé à l'USM El Harrach et part pour la JSK au mercato d'été 2008 après avoir réussi une très belle saison 2007-2008.

## Carrière
- juillet 2007-juin 2008 : USM El Harrach
- juillet 2008-juin 2009 : Jeunesse sportive de Kabylie
- juin 2009-juin 2010 : CR Belouizdad
- juin 2010- : USM El Harrach [1],[2]